# Cidade Universitária da Universidade do Estado do Amazonas
A Cidade Universitária da Universidade do Estado do Amazonas trata-se do Campus da Universidade do Estado do Amazonas (UEA) localizado na margem direita do rio Negro, em Iranduba. Projeto que está em fase de execução que, diferente das instituições existentes no país que acumula os cursos e unidades em um único local, a cidade contará com espaços de estudo, pesquisa, cultura, esporte e lazer, relações internacionais, comércio e serviços, empreendedorismo e de relação social intensa com a comunidade. 
Surgiu essa necessidade devido a falta de uma infraestrutura física adequada à importância e abrangência da instituição, pois suas unidades de ensino apresentam uma grande distância entre si na capital. Com isso, possibilitará a concentração de suas atividades em um único espaço físico, como também, manter fortes ligações com toda a sociedade por meio de suas atividades, pois estará integrada à Região Metropolitana de Manaus.
Após visita a obras, MPC constata que construção da Cidade Universitária da UEA segue parada. Integrantes da Coordenadoria Infraestrutura e Acessibilidade do Ministério Público de Contas (MPC-AM) visitaram as obras da Cidade Universitária da Universidade do Estado do Amazonas (UEA) em 22/02/2018.

Ao final da vistoria, os procuradores apontaram o abandono da construção. “Verificamos que a obra está parada”, disse Elizângela Marinho.